# Philipp Könighofer
Philipp Könighofer (* 3. Oktober 1990) ist ein österreichischer Politiker der Freiheitlichen Partei Österreichs (FPÖ). Seit August 2020 ist er Zweiter Vizebürgermeister der steirischen Gemeinde Langenwang. Am 18. Dezember 2024 wurde er als Abgeordneter zum Landtag Steiermark angelobt und ist seither stellvertretender Klubobmann der FPÖ im Landtag.

## Leben
Könighofer ist seit 2006 in der freiheitlichen Bewegung aktiv und war von April 2010 bis Juli 2020 Gemeinderat in Langenwang. Ab 2009 fungierte er als Obmann des Rings Freiheitlicher Jugend (RFJ) Mürzzuschlag und von November 2011 bis zum Jahr 2017 war er darüber hinaus geschäftsführender Landesobmann der freiheitlichen Jugendorganisation. Zudem übte der Obersteirer zwischen 2009 und 2018 die Funktion eines Arbeiterkammerrates aus. Von 2014 bis 2018 war er auch Mitglied des Vorstandes der Arbeiterkammer Steiermark.
Im Landtag Steiermark ist er neben seiner Funktion als stellvertretender Klubobmann Vorsitzender des Ausschusses für Soziales, Integration, Behindertenwesen und Kinder- & Jugendhilfe.
Neben seiner politischen Tätigkeit ist Könighofer Schriftführer im Verein Volkshaus Langenwang sowie Obmann des Österreichischen Kameradschaftsbundes Langenwang. Er ist verheiratet und Vater einer Tochter. Beruflich ist Könighofer seit 2014 Vertragsbediensteter des Landes Steiermark.